# Jean Van der Sande
Jean Van der Sande (Mechelen, 16 april 1934 — 10 december 2019) was een Belgisch syndicalist en politicus voor de  BSP / SP.

## Levensloop
Jean Van der Sande was een zoon van Pieter Van der Sande (1907-1978) en van Jeannette Sneyers (1911-1993). Hij huwde op 23 mei 1959 en werd op 29 november van dat jaar vader van een tweeling.
Hij behaalde het diploma van maatschappelijk assistent en werd van 1951 tot 1955 bediende bij het ABVV in Mechelen. Hij werd in de socialistische jeugdbeweging actief als arrondissementeel verantwoordelijke van de ABVV-cadetten voor Mechelen, een functie die hij vanaf 1959 uitoefende. Tevens was hij van 1955 tot 1965 voorzitter van de Mechelse afdeling van de Jongsocialisten en van 1965 tot 1971 nationaal secretaris van de Mutualiteit voor Jonge Arbeiders.
Hij werd verkozen tot provincieraadslid voor het kiesdistrict Mechelen, een mandaat dat hij uitoefende van 18 maart tot 7 november 1971. Hij werd ook van 1971 tot 2000 gemeenteraadslid en van 1976 tot 1987 schepen van Sport & Cultuur, Openbare Werken van Mechelen. Van 1978 tot 1987 was hij arrondissementssecretaris van de SP - arrondissement Mechelen.
In 1987 werd hij verkozen tot lid van de Kamer van volksvertegenwoordigers voor het kiesarrondissement Mechelen en vervulde dit mandaat tot in mei 1995. In de periode februari 1988-mei 1995 had hij als gevolg van het toen bestaande dubbelmandaat ook zitting in de Vlaamse Raad. De Vlaamse Raad was vanaf 21 oktober 1980 de opvolger van de Cultuurraad voor de Nederlandse Cultuurgemeenschap, die op 7 december 1971 werd geïnstalleerd, en was de voorloper van het huidige Vlaams Parlement. 
Daarnaast was hij ook van 1955 tot 2000 lid van het partijbestuur en het dagelijks bestuur van de afdeling Mechelen van de BSP en SP, van 1971 tot 1987 secretaris van de federatie Mechelen van de BSP en SP en van 1978 tot 1994 lid van het partijbureau van de SP, lid van het gewestelijk bureau van Mechelen van het NVSM en voorzitter van het gewest Mechelen van de Vlaamse Federatie van Steden en Gemeenten.
Bovendien was hij gewestelijk voorzitter van de CSC, van 1976 tot 1989 lid van de raad van beheer en van 1995 tot 2001 voorzitter van de Intercommunale voor Ontwikkeling van het Gewest Mechelen en Omgeving (IGEMO), lid van de raad van beheer en het directiecomité van de Vereniging voor Openbaar Groen, lid van de raad van beheer van het MISCA en commissaris van het Centrum voor Informatica voor de provincies Antwerpen en Limburg (CIPAL).